# CSM Dorna Vatra Dornei
Clubul Sportiv Municipal Dorna Vatra Dornei, cunoscut sub numele de Dorna Vatra Dornei, este un club de fotbal din Vatra Dornei, județul Suceava, care evoluează în prezent în Liga a IV-a Suceava.  

## Istoric
Clubul a fost înființat în 1948, sub denumirea Minerul Vatra Dornei, activând în cadrul Exploatării Miniere Vatra Dornei. Până în 1965, echipa a evoluat în Campionatul Regional Suceava.
În sezonul 1964–65, sub denumirea Minobrad, formația a reușit promovarea în Divizia C, după ce a câștigat Campionatul Regional Suceava și a trecut de barajul de promovare disputat împotriva campioanei Regiunii Bacău, Minerul Comănești, pierzând cu 0–2 în deplasare, dar impunându-se cu 4–0 pe teren propriu.
Cea mai importantă performanță din istoria clubului a fost obținută în sezonul 1984–85, când echipa, pregătită de antrenorii Alexandru Lazăr și Ștefan Pal, a câștigat Seria I a Diviziei C și a promovat în Divizia B pentru prima dată. Din lotul acelei echipe au făcut parte Ion Bedrulea, Aurel Buga, Toni Sedecaru, Radu Bazarcă, Constantin Gătej, Mihai Pop, Nelu Honciuc, Eugen Pal, Sorin Dulap, Onuț Popa, autor a 12 goluri, Ilie Chișiciuc, Gelu Groza, Dorinel Menaschez, Cornel Sfrijan, care a înscris 11 goluri, Sorin Vădana și Laurențiu Popovici.
Totuși, participarea în eșalonul secund a fost de scurtă durată. În sezonul 1985–86, echipa, aflată sub comanda antrenorului Ion Buzoianu, a evoluat în Seria I a Diviziei B, încheind campionatul pe ultimul loc și retrogradând după doar un sezon.
Revenită în Divizia C, Minerul Vatra Dornei a continuat în Seria I, ocupând locul 9 în sezonul 1986–87. În anul 1987, clubul și-a schimbat denumirea în Steaua Minerul Vatra Dornei. În sezoanele următoare, echipa a avut o evoluție oscilantă, clasându-se pe locul 2 în sezonul 1987–88, pe locul 6 în ediția 1988–89, apoi pe locul 10 în Seria a XII-a în sezonul 1989–90, pe locul 9 în Seria I în ediția 1990–91, iar în sezonul 1991–92 a terminat pe poziția a 6-a. Cu toate acestea, în vara anului 1992, echipa a retrogradat din cauza schimbării sistemului competițional, care a presupus reducerea numărului de echipe din Divizia C, fiind păstrate doar primele patru clasate din fiecare dintre cele douăsprezece serii.

## Palmares
Divizia C
- Campioană (1): 1984–85
- Vicecampioană (1): 1986–87

Liga a IV-a Suceava
- Campioană (2): 1993–94, 2003–04

Campionatul Regional Suceava
- Campioană (1): 1964–65

## Foști jucători
- Simion Mironaș
- Cosmin Pașcovici
- Toni Sedecaru